# Telchinia guichardi
Telchinia guichardi is een vlinder uit de familie van de Nymphalidae. De wetenschappelijke naam van de soort is voor het eerst  gepubliceerd in 1949 door Alfred George Gabriel.
De soort komt voor in moerasgebieden van Ethiopië. Mogelijk is deze soort eind jaren negentig van de vorige eeuw uitgestorven doordat de moerasgebieden in het leefgebied van deze vlinder zijn drooggelegd.